# Bellini
Bellini je priimek več oseb:    
- Gentile Bellini (~1729-1507), beneški slikar
- Giovanni Bellini - Giambellino (1430-1516) italijanski slikar, utemeljitelj beneške visoke renesanse
- Guido Bellini, italijanski general
- Jacopo Bellini (~1400-1470/71), italijanski slikar, predstavnik stare beneške šole, oče Gentileja in Giovannija
- Mario Bellini (1935), italijanski oblikovalec in arhitekt, prof. industrijskega oblikovanja
- Marco Antonio Bellini, italijanski rimskokatoliški škof
- Stefano Bellini, italijanski rimskokatoliški škof
- Vincenzo Bellini (1801-1835) italijanski skladatelj